# Mendiculea
Mendiculea o Mendiculeia fou una ciutat dels ilergets situada en allò que és actualment Aragó. Segons William Smith, probablement correspon a la moderna ciutat de Montsó, Miguel Cortés y López (1777-1854) ans al contrari situa «Mendiculea» a Alcoleja. Segons Ambrosio de Morales (1513-1591) es troba entre Lleida i Montsó, sens més precisions. Brauli Foz i Burgués (1791-1865) situa Mendiculeia a Binèfar.
Hi ha una altra ciutat del mateix nom a Lusitània.